# Wolfgang Nußbücker

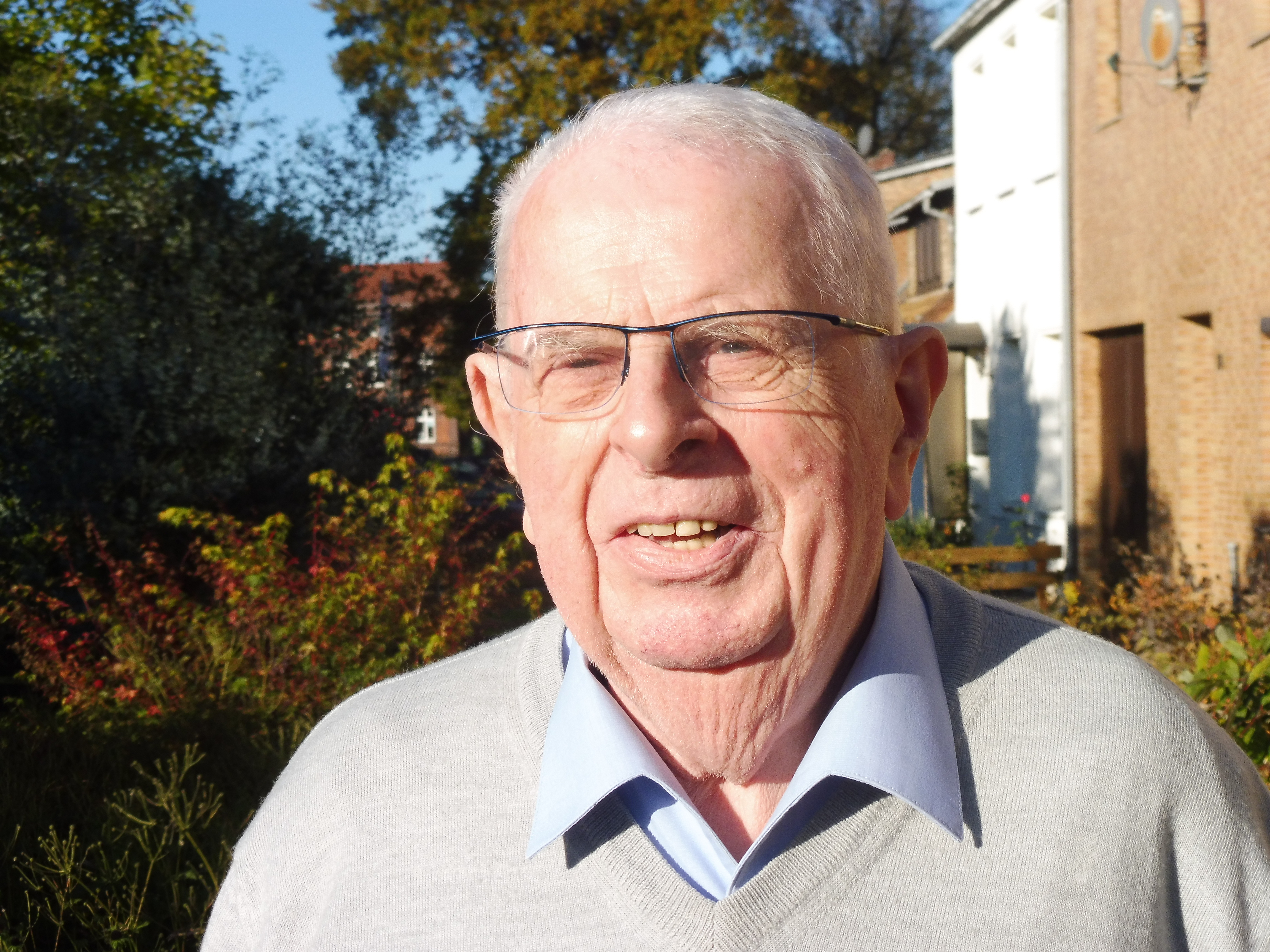
Wolfgang Nußbücker (2021)

Wolfgang Nußbücker (* 22. September 1936 in Thüringen) ist ein deutscher Orgelbaumeister und Kantor in Plau am See. Er gründete die Plauer Werkstatt Mecklenburger Orgelbau.

## Leben
Wolfgang Nußbücker war nach der Berufsausbildung von 1950 bis 1953 bei Löbling in Erfurt bei Lothar Heinze in Stadtilm tätig. Nach Abschluss der Meisterprüfung im Jahre 1964 mit dem Neubau der Orgel in der damaligen katholischen Kirche St. Sigismund Plaue gründete Nußbücker 1965 einen Orgelbaubetrieb in Erfurt. 1966 ließ er sich im Plau (Meckl.) nieder.
In den folgenden 25 Jahren wurde in der DDR eine Orgelbauwerkstatt aufgebaut. Durch Mangel an Material, Werkzeugen und Zulieferbetrieben gestaltete sich dies teilweise schwierig. Im Verlauf erfolgte auch der Aufbau einer Pfeifenwerkstatt. Die Orgelbauwerkstatt ist insbesondere durch die Vielzahl der produzierten Kleinorgeln, Positive und Continuo-Instrumente bekannt geworden. Mehr als 150 Neubauten sind während Nußbückers Schaffenszeit entstanden. Von den 24 Orgelbaufirmen der DDR war Nußbücker der einzige in den drei Nordbezirken ansässige. 1991 erfolgte das Umbenennen in Mecklenburger Orgelbau/Wolfgang Nußbücker. Seit 1999 ist der Orgelbaumeister und Schwiegersohn Andreas Arnold neuer Inhaber der Orgelbaufirma Mecklenburger Orgelbau.

## Orgelneubauten
| Jahr | Ort                  | Gebäude                                            | Bild | Manuale   | Register | Bemerkungen                                                                                          |
| ---- | -------------------- | -------------------------------------------------- | ---- | --------- | -------- | --- |
| 2013 | Pinnow               | Dorfkirche                                         |      | I/p       | 8        | Restaurierung der Johann-Friedrich-Nerlich-Orgel von 1848. Orgel                                     |
| 2007 | Magdeburg            | katholische Kirche St. Agnes                       |      | II/P      | 23       | → Orgel → Orgelbeschrieb Orgel-Verzeichnis                                                           |
| 2005 | Dewitz               | Ev.-luth. Kirche                                   |      | I/P       | 7        | Neubau im historischen Orgelgehäuse → Orgel → Orgel                                                  |
| 2000 | Helfta bei Eisleben  | katholische Klosterkirche St. Marien               |      | II/P      | 16       | → Orgel → Orgel                                                                                      |
| 1997 | Borkow               | Ev.-luth. Kirche                                   |      | I/P       | 5        | → Orgel                                                                                              |
| 1996 | Berlin-Biesdorf/Nord | Maria, Königin des Friedens                        |      |           |          | |
| 1996 | Wamckow              | Dorfkirche Wamckow                                 |      | I/P       | 5        | Neubau einer Kleinorgel → Orgel                                                                      |
| 1995 | Dabel                | Dorfkirche                                         |      | II/P      | 11+2     | →Orgel,Neubau, Besonderheit ist die Aufnahme des Handglockenchores als Motiv für das Orgel- gehäuse. |
| 1995 | Berlin-Hellersdorf   | Ev. Kirche                                         |      | II/P      | 11       | →Orgel                                                                                               |
| 1994 | Rheinsberg           | Ev. Kirche St. Laurentius                          |      |           |          | → Orgelbeschrieb Orgel-Verzeichnis Neubau →Orgel sowie Teilrestaurierung der Scholtze-Orgel → Orgel  |
| 1994 | Hagenow              | Ev.-luth. Kirche                                   |      | II/P      | 25       | |
| 1991 | Teterow              | Ev.-luth. Stadtkirche                              |      | II/P      | 30       | Neubau im historischen Orgelgehäuse → Orgel                                                          |
| 1991 | Born a. Darß         | Fischerkirche                                      |      | I/P       | 5        | Meisterstück von Orgelbaumeister Andreas Arnold →Orgel →Orgel                                        |
| 1990 | Schlagsdorf          | Dorfkirche Schlagsdorf                             |      | II/P      | 13       | |
| 1990 | Benthen              | Dorfkirche Benthen                                 |      | II/P      | 9+4      | → Orgel → Orgel                                                                                      |
| 1987 | Jena-Lobeda          | Martin-Niemöller-Haus (Lobeda)                     |      |           |          | |
| 1987 | Petschow             | Dorfkirche                                         |      | I         | 3        | → Orgel                                                                                              |
| 1986 | Goldberg             | Gemeinderaum Pfarrhaus                             |      | I         | 3        | → Orgel                                                                                              |
| 1986 | Lübz                 | Stiftskirche                                       |      | I/AP      | 5        | → Orgel                                                                                              |
| 1986 | Schönebeck (Elbe)    | Kath. St.-Marien-Kirche                            |      | II/P      | 27       | |
| 1986 | Osterburg            | Gemeindehaus                                       |      | I/p       | 4        | →Orgel                                                                                               |
| 1985 | Templin              | Herz-Jesu-Kirche                                   |      | I/P       | 6(11)    | → Orgel                                                                                              |
| 1984 | Berlin-Köpenick      | Stadtkirche St. Laurentius                         |      | I         | 3        | → Orgel                                                                                              |
| 1983 | Heiligengrabe        | Kloster Stift zum Heiligengrabe, Heiliggrabkapelle |      | I/P       | 10(6)    | → Orgel                                                                                              |
| 1983 | Kirchdorf (Poel)     | Dorfkirche                                         |      | II/P      | 13       | → Orgel                                                                                              |
| 1982 | Langen Trechow       | Kapelle                                            |      | I         | 3        | → Orgel                                                                                              |
| 1981 | Plau am See          | Friedhofskapelle                                   |      | I         | 4        | → Orgel                                                                                              |
| 1981 | Marnitz              | Dorfkirche St. Georg                               |      | I/P       | 6        | → Orgel                                                                                              |
| 1981 | Kreien               | Dorfkirche                                         |      | I         | 4        | → Orgel                                                                                              |
| 1979 | Schwerin             | Dom, Thomaskapelle                                 |      | III(II)/P | 16(13)   | → Orgel                                                                                              |

## Orgelrestaurierungen

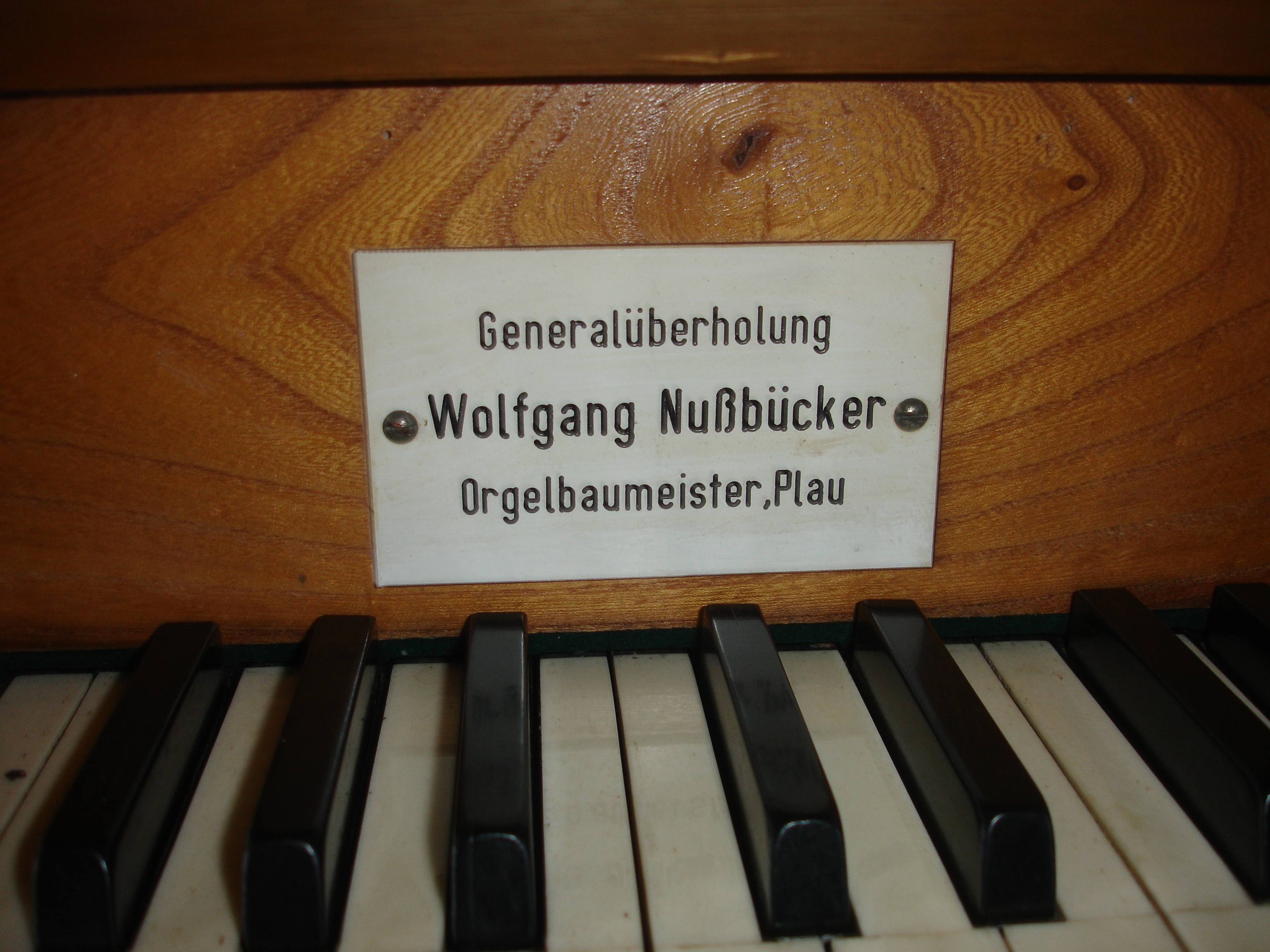
Dorfkirche Bössow

- Friese-II-Orgel der ev.-luth. Kirche Redefin 2008 (Zusammenarbeit Firma Jehmlich)
- Runge-Orgel der ev.-luth. Kirche Buchholz/ Ziesendorf 2007
- Grüneberg-Orgel der Stadtkirche Neustrelitz 2005 (Zusammenarbeit Firma Scheffler)
- Grüneberg-Orgel der ev. Kirche Menkin 2005
- Hollenbach-Orgel der Siechenhauskapelle Neuruppin 2004
- Friese-III-Orgel der ev.-luth. Kirche Bülow 2003
- Friese-III-Orgel der ev.-luth. Dorfkirche Wamckow 2003
- Friese-I-Orgel der ev.-luth. Kirche Lübtheen 2002
- Röder-Orgel der Stadtkirche Wesenberg 1999 (Zusammenarbeit Firma Wegscheider)
- Runge-Orgel der Klosterkirche Rehna 1996
- Orgel der Dorfkirche Suckow